# Nørre Brarup
Nørre Brarup (tysk: Norderbrarup) er en landsby og kommune beliggende i det sydøstlige Angel få kilometer nord for Slien i Sydslesvig. Administrativt hører kommunen under Slesvig-Flensborg kreds i den nordtyske delstat Slesvig-Holsten. Den samarbejder med andre kommuner i Sønder Brarup kommunefællesskab (Amt Süderbrarup). Grænsen til nabobyen Sønderbrarup afgrænses af Oksbækken. 
Byen er sogneby i Nørre Brarup Sogn. Sognet lå i Strukstrup Herred (Gottorp Amt, Sønderjylland/Slesvig), da området tilhørte Danmark.

## Geografi
Området har gode jordforhold og er stærkt landbrugspræget.
Kommunen omfatter selve landsbyen Nørrebrarup samt bebyggelserne Fiskerød (Fischerott), Rendekjær (Rendekier), Rårup (Rurup), Råruplund (Ruruplund), Rårupmølle (Rurupmühle) og Lerchenfeld (svarende til Lærkemark eller Lærkenfelt).

## Historie
Nørre Brarup blev første gang nævnt i 1445. Nørre Brarups seværdighed er den romanske højt beliggende landsbykirke Sankt Marie med tilhørende klokkestabel. Klokkestabelen dateres til 1441; den skal være den ældste i Angel. Byen tilhørte oprindeligt Sliherred og kom senere under Strukstrup Herred. Det formodes, at landsbyens kirke tidligere var Sliherreds centrale kirke.
Ifølge sagnet fandtes der på den nord for byen og vest for Brarupskov beliggende Kappeshøj (også Korpeshøj, på tysk Kappeshoi) ved Nygaard (på tysk Frauenhof) en borgplads, hvis tidligere ejere skulle have bygget Nørre Brarup Kirke. Tæt ved broen over Oksbækken har der før stået en vand- og vindmølle, hvoraf muligvis en nærliggende høj har fået navnet Søndermøllebjerg.
Skolesproget var dansk indtil 1864. I dag findes der en tysk grundskole i byen. I nabobyen Sønder Brarup findes en dansksproget grundskole.
I byen findes flere dysser fra yngre stenalder. I 2022 fandt arkæologer rester af flere grubehuse fra vikingtiden ved Flarupgade.